# 노 (연극)

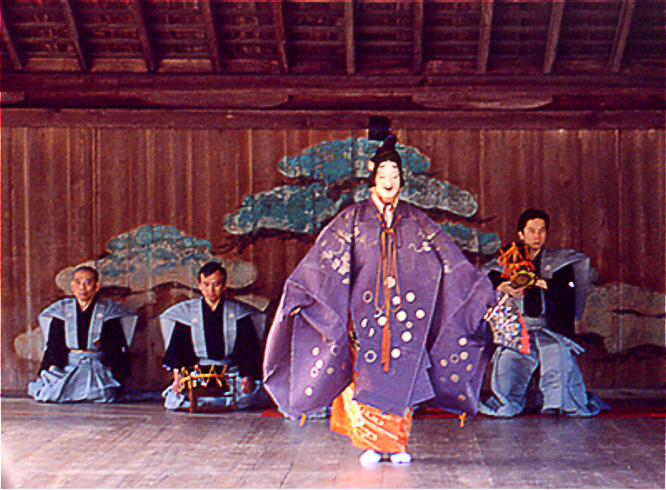
노의 공연 장면

노(일본어: 能)는 가마쿠라 시대 후기에 발원하여 무로마치 시대 초기에 완성된 일본의 가무극(歌舞劇)이다. 일본의 전통 예능인 노가쿠(能樂)의 하나로, 원래 이름은 사루가쿠 노(猿樂能)이다. 노멘(能面) 또는 오모테(面)라고 부르는 가면을 사용하는 것이 특징이다. 전용 극장인 노가쿠도(能樂堂)에서 상연된다. 출연자는 모두 남성이며 가부키와 달리 여성역을 맡은 배우는 여성적 발성을 하지 않는다.
특정의 형태로 갖춘 무대에 '시테(주연)'·'와키(조연)'·'쓰레(광대)' 등의 연기자가 등장하여 요쿄쿠(謠曲)를 부르면서 하야시가타(연주자)의 반주에 맞추어 흉내나 무용적인 동작을 하는 일종의 악극이다.

## 역사
원래는 우스운 흉내를 내는 것을 예능으로 하고 있던, 사루가쿠를 하는 사람들이 노(能)를 시작한 것은 가마쿠라 시대의 중엽부터였다고 인정된다. 남북조 시대에 들어와서 각지의 덴가쿠과 사루가쿠가 노를 공연하고 있었으나, 야마토 사루가쿠 등 교토 주변에 본거지를 두는 여러 자(座)가 번영하여, 14세기 중엽엔 야마토 사루가쿠의 간나미 키요쓰구(觀阿彌淸次)가 등장하여 노의 인기를 높였다.
간나미는 유이자키자를 창설하여 활동을 계속, 그 예풍이 사회적 인기를 얻어, 결국엔 아시카가 요시미쓰 장군의 비호를 받게 되었다. 간나미는 종래 흉내만을 내는 기예였던 야마토 사루가쿠의 예풍을 가무유현(歌舞幽玄)적인 방향으로 돌리는 공을 세웠다. 또, 당시 유행하고 있었던 구세마이부시(曲舞節)를 받아들여 고타부시(小歌節)와 융합시켜서 고타부시쿠세마이를 만들고, 노의 노래에 변화성을 주어서 평판을 높였다.
간나미의 아들 제아미(世阿彌)는 부친이 장군에게 인정받았을 때 겨우 12세였었으나, 그 재능과 미모 때문에 특별한 총애를 받았다. 제아미의 최대 공적은, 노에 이론적인 뒷받침을 주고, 노게이(能藝)의 장래를 명시해준 것으로서, 그 소론은 계고습도(稽古習道)·연기·연출·노작론(能作論) 등 다방면에 걸쳐 있다. 이리하여 무로마치 시대를 통하여 야마토 사루가쿠가 융성하게 되었는데, 그때 사루가쿠 노(猿樂能)도 무로마치 시대의 대표적인 예능이 되었다. 무로마치 말기의 정치적 혼란은 노에도 영향을 주었으나, 도요토미 히데요시가 노를 몹시 좋아했고, 도쿠가와 이에야스도 에도 막부를 엶과 동시에 사루가쿠를 공인적인 예능으로 키워 주었다. 그래서 노는 막부의 식악(式樂)이라는 제한을 받기에 이르렀다.
에도 시대의 노는 한마디로 말해서 무가적(武家的)이고 규격적인 색채를 강하게 지녔다. 이 시대에 완성된 양식은 계속 인계되어서 메이지 유신 때까지 이르렀다. 그 중에는 개혁을 시도한 자도 있었으나, 그 급진적인 방법의 탓으로 결실을 보지 못한채 끝나고 말았다. 메이지 유신을 지나게 되자 사태는 일변하였다. 계속되는 사회 변동 때문에 노도 한때는 없어질 위기에 빠져 있었으나, 차차 사회가 안정됨에 따라, 공경(公卿)·귀족 및 신흥 재벌의 지지를 받고, 한편에서는 일찍이 무사계급의 예능이었음을 들고 나와 신인 제자들을 획득, 새로운 융성기를 맞았다.

## 특색
노와 교겐은 모두 전용무대에서 상연되어 왔는데, 항상 양쪽이 함께 짜여져 있었다. 노의 몽환적 성격과 교겐의 현실적 성격이 서로 합쳐져, 하나의 커다란 세계를 만들 수 있었다고도 할 수 있다. 노는 곡중(曲中)의 인물로 분장한 자가, 그 곡에서 다뤄지고 있는 사항을 노래하고 춤추며 상연하여 나아가는 것인데, 그때의 재미는, 어느 사항을 상연하는 흉내내기 재주에 있는 것이 아니라 노래하고 춤추는 것, 즉 유현(幽玄)한 가무 쪽에 있다고 하겠다.
한 곡의 극적 전개에는, 곡에 따라 짙고 옅음의 차이는 있을지라도 어느 것이나 가무극(歌舞劇)으로서의 성격을 강하게 지니게 된다. 극중의 주인공인 '시테(仕手)'의 상대역인 '와키(脇)'도 극적 요소가 짙은 《아타카(安宅)》 등에서는 활약이 뚜렷하게 나타나게 마련이지만, 가무적인 요소가 짙은 작품인 《다카사고(高砂)》 등에서는 거의 활약하지 않고, 시테의 춤이라든가 노래 등을 찾아내는 역할을 담당하고 있는 데 불과하다. 와키를 비롯하여 '하야시(囃子)', '지우타이(地謠)', '고켄(後見)'에 이르기까지 모두 시테가 매력적으로 춤추고 매력적으로 노래하게 하기 위하여 그 조력자로서 참가하고 있다고 해도 과언이 아니다.

## 연주자

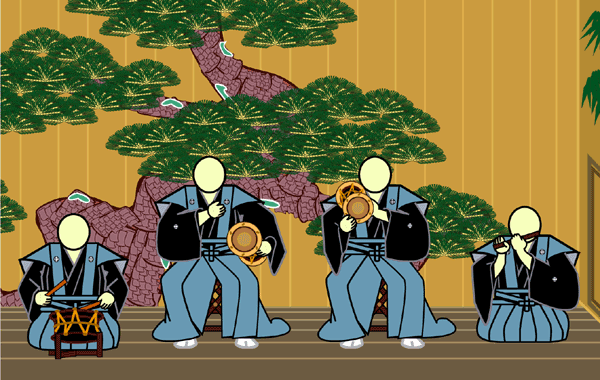
오른쪽부터 후에, 고쓰즈미, 오쓰즈미, 다이코

노의 음악은 하야시가타라 불리는 연주자들에 의해 연주된다. 노에 사용되는 악기는 네 개로 노부타이의 아토자에 오른쪽부터 후에, 고쓰즈미, 오쓰즈미, 다이코 순으로 앉는다. 고쓰즈미, 오쓰즈미, 다이코는 타악기며, 후에만이 관악기이다. 후에는 노캉이라고도 불리며, 중간에 관이 좁아져 높은 소리를 낸다. 고쓰즈미와 오쓰즈미는 짝을 이루어 연주되며, 연주자들은 "오오" 같은 추임새를 넣는다. 다이코는 귀신이 나타는 장면 같이 극적인 장면에만 사용되며 팔목을 구부리지 않고 연주한다.

## 가면

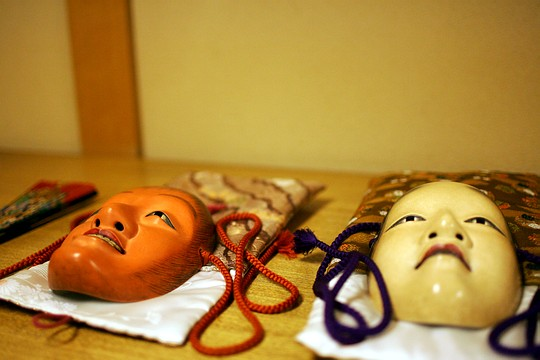
노멘

노의 특색은 가면을 사용하는 점에도 있다. 노에서는 노멘(能面)이나 오모테(面)라고 부르는 가면을 착용한다. 원칙적으로는 '시테'만이 사용하고 '와키'를 비롯한 여러 역의 대부분은 그냥 맨얼굴로 나오는 데도 불구하고, 가면이 차지하는 비중은 크다. 노멘을 착용할 때는 "쓰다"라고 하지 않고, "걸치다"라고 표현한다. 실제로 가면은 얼굴보다 작아서 착용자의 턱부분이 드러난다. 노멘(특히 온나멘)에는 표정이 없으며, 배우는 얼굴 각도를 바꿔 표정이 미묘하게 바뀌게 한다.
노는 여배우를 쓰지 않기 때문에, 가면의 필요도는 여면(女面)이 가장 높다. 감각적인 미에 가까운 유현미(幽玄美)를 존중하는 노로서는 그 미의 이상을 젊은 여성의 얼굴에서 구하고 있다.
남가면(男假面)도 마찬가지로서, 연령에 따른 가면이 있다. 젊은 귀공자용 가면, 노는 데 미친 소년용 가면, 순진하고 귀여운 소년용 가면, 무장(武將)용 가면, 구게(公家)·귀족용 가면 등이 따로 있다. 또한 노인들은 위면(尉面)을 사용하는데, 신이냐 인간이냐에 따라서 각각 종류가 다른 위(尉)를 사용한다.
그리고 죽은 사람의 상(相)을 지닌 가면도 있다. 여인의 사령(死靈)·생령(生靈)의 성격을 나타내는 것으로 수녀(瘦女), 영녀(靈女), 증발(增髮), 이안(泥眼), 교희(橋姬)가 있다. 수녀는 음참(陰慘)한 사령이며, 영녀도 그렇지만 이것은 다소 품위가 높다. 증발은 악령이 들려 미친 여인, 교희는 질투에 미쳐서 마음이 귀신이 된 여가면이다. 남자의 경우는 침울한 사자(死者)의 상을 나타내는 수남(瘦男)·담남(淡男)·하진(河津)·괴사(怪士) 등이 있다.

## 소도구

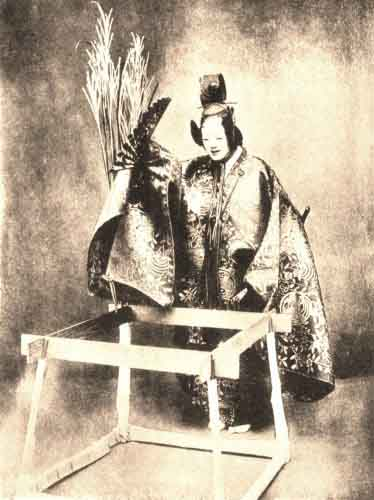
우물 앞에서 연기하는 시테

노는 화려한 무대 장치가 사용되는 가부키와는 달리 소도구나 무대 장치를 거의 사용하지 않는다. 다만 소도구가 필요할 때는 간단하게 만든 소도구를 사용하는데 이것을 쓰쿠리모노(作リ物)라고 부른다. 쓰쿠리모노는 그때그때마다 만든다는 뜻이다.

## 무대
노는 상연하기 위한 전용 무대인 노부타이(能舞台)에서 상연되며, 이 노부타이에서는 교겐과 시키산반도 상영된다. 원래 노부타이는 야외에 설치되어 있었으나 나가쿠도라는 건물 안에 설치되어 있는 경우도 있다.

## 구성
노의 구성은 조(序), 하(破), 규(急)의 순서로 구성되어 있다. ⑴ 부역(副役)인 와키가 노의 발단의 주지(主旨)인 '와키시다이(脇次第)'를 부르고, ⑵ 와키미치유키(脇道行)를 노래하고 목적지에 도착하면 조는 끝난다. 다음 하의 초단(初段)은 주역인 시테(仕手)가 등장하여 ⑶ 잇세이(一聲)를 노래한다. 다음 ⑷ 사시가 나오고 하의 초단이 끝난다. 하의 중단(中段)에는 ⑸ 몬토(問答)라 하여 두 사람의 문답이 나오고, 다음에 코러스인 지우타이(地謠)의 ⑹ 도긴(同吟)으로 끝난다. 하의 후단(後段)은 제일 높은 음을 내는 ⑺ 구리, ⑻ 소리와 춤의 클라이맥스인 구세, ⑼ 대화(對話)인 론기(論議), ⑽ 코러스의 나카이리(中入)로 되었는데, 이 나카이리로 제1막이 끝난다. 여기서 시테는 의상을 갈아입는다. 규(急)는 제2막에 해당하는데, 그 전에 제2막을 기다리는 ⑾ 마치우타(待謠)가 있다. 제2막의 춤 반주는 하야시만으로도 하고 코러스만으로도 하며, 또 두 가지 함께하기도 한다. 그리고 코러스의 ⑿ 기리, 즉 끝의 음악으로 끝난다.

## 노래의 박자
노의 박자는 가사(歌詞)가 8박인 것을 원칙으로 한다. 그것을 혼지(本地)라고 한다. 오(大)노리는 4·4조의 가사를 8박에 붙이고 주(中)노리는 8·8조의 가사를 8박에 붙이며, 히라(平)노리는 7·5조의 가사를 8박에 붙이는데, 그것은 다음과 같다. 그러나 8박의 기본 박자는 가사의 글자수의 다소에 따라서 여러 가지로 변화한다.

## 같이 보기
- 일본 연극
- 제아미